# Xysticus iviei
Xysticus iviei là một loài nhện trong họ Thomisidae.
Loài này thuộc chi Xysticus. Xysticus iviei được miêu tả năm 1965 bởi Schick.